# Albatros (joystick)
Albatros è una serie di differenti modelli di joystick prodotti negli anni 1980 in Italia dalla Alberici S.p.a., azienda di Castel San Pietro Terme (BO) attiva nella progettazione e produzione di sistemi di pagamento, accessori per videogiochi e distributori automatici.
Nell'ambito videoludico è stato un oggetto di culto degli anni ottanta e anni novanta e riuscì ad ottenere anche una fetta del mercato estero.

## Caratteristiche
I joystick Albatros prevedono una leva munita di quattro interruttori direzionali e di due pulsanti, per un totale di sei microswitch.
Ritenuti dei controller molto robusti, alcune versioni di questo joystick mettevano a disposizione anche la funzione auto-fire.
Erano presenti nel mercato italiano almeno tre differenti modelli di joystick Albatros:
- Albatros (prima serie), di colore nero e caratterizzato da una leva cilindrica rossa e dai due pulsanti rossi posti uno per lato;
- Albatros Ball, di colore nero e caratterizzato da una leva cilindrica rossa terminante con una sfera del medesimo colore e dai due pulsanti rossi posti uno per lato;
- Albatros Ball II, di colore nero e caratterizzato da una leva cilindrica rossa terminante con una sfera nera del tutto simile a quelle utilizzate dai cabinati arcade e dai due pulsanti rossi posti uno per lato;
- Albatros VII, di colore nero con i due pulsanti rossi posti uno per lato e caratterizzato da una leva a cloche rossa, impugnatura tipica molto diffusa in quel periodo. Il modello Albatros VII fu prodotto (in pochi esemplari) per venire incontro alle esigenze di chi preferiva questo tipo di impugnatura;

Tali joystick sono muniti di una presa a nove piedini e quindi sono compatibili con diversi computer e console come Commodore VIC-20, Commodore 64, Commodore Amiga, Atari ed MSX.